# قبة كارل زايس السماوية بشتوتجارت

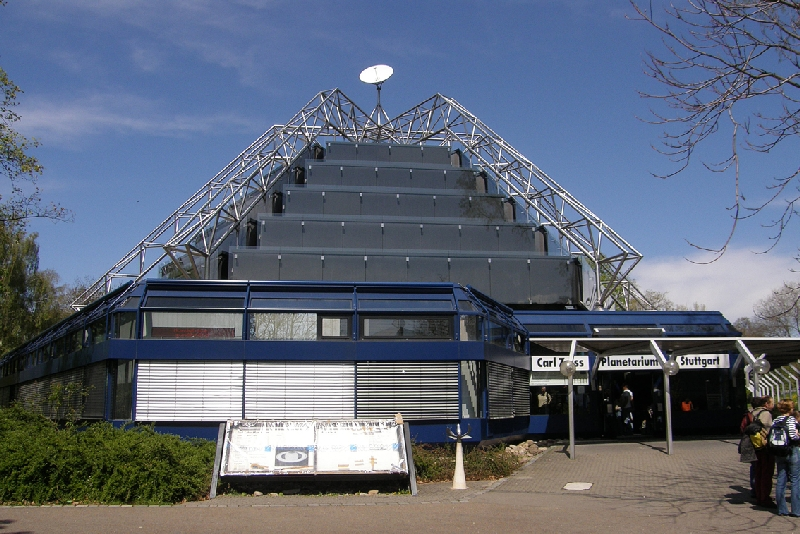
قبة كارل زايس السماوية بشتوتغارت ، ألمانيا.

قبة كارل زايس السماوية بشتوتغارت Carl-Zeiss-Planetarium Stuttgart توجد في وسط حديقة القصر في شتوتغارت وهي صالة عرض تقدم عروضا فلكية توضح النجوم والكوكبات وتوزيعها على صفحة السماء، واختلاف توزيعها عبر فصول السنة. يتم هذا العرض بعرض ضوئي صوتي بالاستعانة بجهاز ضوئي للعرض تحت قبة مظلمة تمثل السماء. تخدم هذا القبة السماوية وما تقدمه من عروض في مجال علم الفلك ترفيه الزوار والسياح، كما تقدم عروضا لتلاميذ المدارس. القبة السماوية في شتوتحارت مسماة باسم كارل زايس العالم السباق في مجال البصريات، وهو مؤسس شركة كارل زايس للبصريات. تلحق القبة السماوية بشتوتغارت بمرصد فلكي، يسمى «مرصد فيلتزهايم».

## تاريخ بنائها

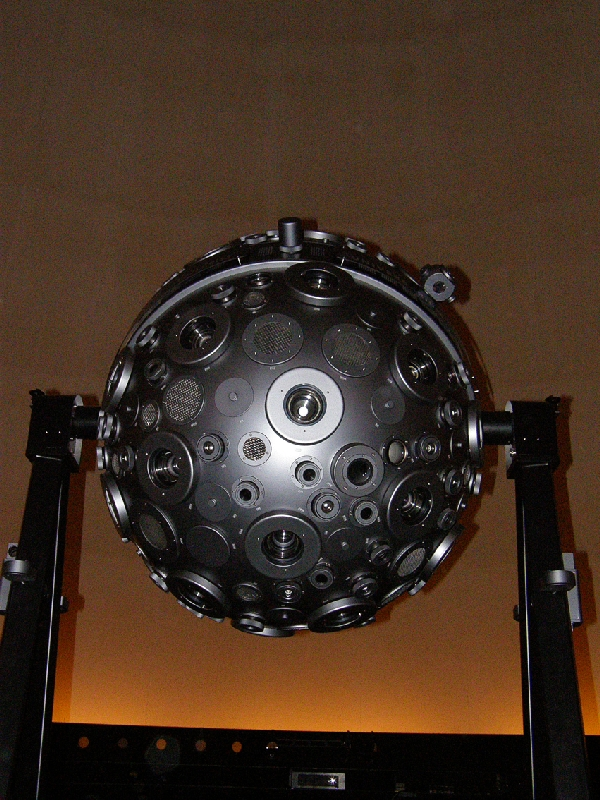
جهاز العرض الجديد من صنع شركة كارل زايز

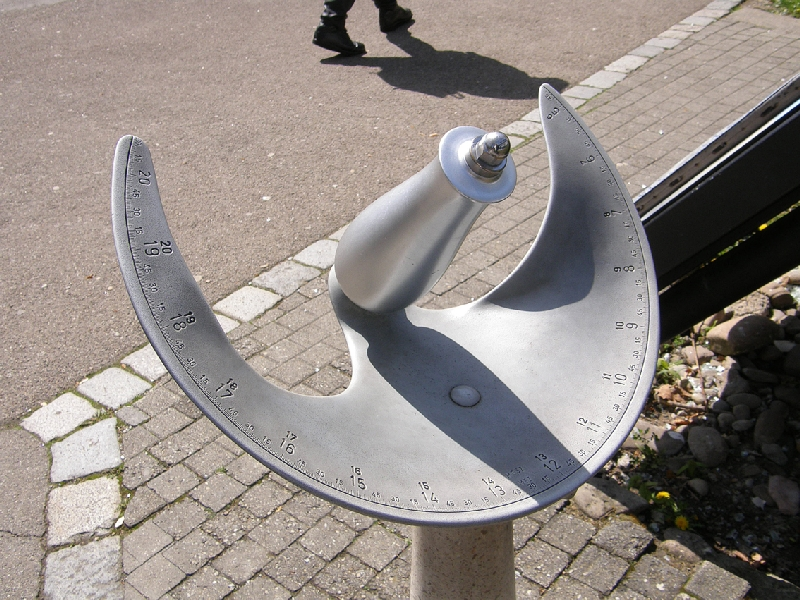
ساعة شمسية تزين مدخل القبة السماوية بشتوتغارت.

كانت توجد القبة الفلكية القديمة في شتوتغارت منذ عام 1928 وكانت موجودة تحت قبة في مبنى هندينبورغ. قام بإنشائها أنذلك العالم الفلكي «بوبرت هينسلينغ» (1883–1964). وكانت القبة مزودة بجهاز عرض ضوئي من طراز Zeiss-Modell-II . دمرت تلك القبة أثناء الحرب العالمية الثانية في عام 1943، ويمكن رؤية بقايا جهاز العرض القديم في صالة قطع تذاكر القبة الجديدة لشتوتغارت.
ثم أعيد بناء القبة السماوية (بلانيتاريوم) في عام 1969 عندما تبرعت شركة كارل زايس المصنعة لأجهزة العرض الضوئي بجهاز عرض من طراز «أوتوماتيك» Modell VI. وقد تم بناء المبى الجديد في عام 1975 بفضل تبرعات مالية من السكان. وفي عام 1977 قام المهندس المعماري «فيلفريد بيك إرلانغ» بتصميم مبى القبة السماوية الجديدة بمناسبة مرور 100 سنة على وفاة كارل زايس، وتغير اسم القبة السماوية بتاريخ 3 ديسمبر 1988 من «قبة شتوتغارت السماوية» إلى «قبة كارل زايس السماوية»  بشتوتغارت.

وبعد مرور نحو 25 سنة استبدل جهاز العرض في عام 2001 بجهاز عرض حديث من طراز Universarium IX .
تقدم القبة السماوية بشتوتغارت منذ عام 1996 - بالإضافة إلى العروض الفلكية، توزيع النجوم والكوكبات في السماء، ودورانها عبر فصول السنة (بسبب دوران الأرض حول محورها وحول الشمس) وعرض تاريخ علم الفلك وتطوره منذ القدم - تقدم أيضا عروضا بالليزر في برامحها للترفيه عن الزائرين والسائحين. ومنذ عام 2007 تفدم القبة برنامجا بالليزر يشغل القبة بأكملها. كما جرّبت في عام 2009 طريقة عرض أفلام على القبة السماوية المبنية فوق صالة المشاهدين.

## تصليحات 2015 / 2016
تمت تصليحات في مبنى القبة السماوية في شتوتغارت بين 30 مارس 2015 حتى 22 أبريل 2016. وأنشئت «تقنية عرض القبة كلها». ولم ينتهي هذا التطوير في 1 ديسمبر 2015، كما كان مخططا له أصلا ، حيث اعتمد مجلس البيئة والتقنية لمدينة شتوتغارت في 16 سبتمبر مبلغا ماليا قدره 74و2 مليون يورو للإصلاحات. أكملت الإصلاحات وافتتحت القبة من جديد في 23 أبريل 2016.

## اقرأ أيضا
- قبة يينا السماوية
- قبة هامبورغ السماوية
- قبة أدلر السماوية
- أسطرلاب
- ساعة فلكية
- قبة فلكية
- قبة سماوية
- قائمة القبب السماوية في ألمانيا